# Jicchak Galanti
Jicchak Galanti (hebr.: יצחק גלנטי, ang.: Yitzhak Galanti, Itshac Galantee, ur. 12 lutego 1937 w Damaszku, zm. 25 czerwca 2012) – izraelski polityk, w latach 2006–2009 poseł do Knesetu z listy Gil.

## Życiorys
Urodził się 12 lutego 1937 w Damaszku.
Do mandatowej Palestyny wyemigrował 5 maja 1945. Służbę wojskową zakończył w stopniu kaprala. W 1981 zdobył B.A. w zakresie geografii i politologii, zaś w 1990 M.A. z geologii i archeologii na Uniwersytecie Hajfy.
Był prezesem stowarzyszenia emerytów branży elektrycznej. W polityce związał się z założonym przez Rafiego Etana ugrupowaniem Gil – Emeryci Izraela do Knesetu, z listy którego w wyborach parlamentarnych w 2006 po raz pierwszy i jedyny dostał się do izraelskiego parlamentu. W siedemnastym Knesecie przewodniczył komisji pracy, opieki społecznej i zdrowia i zasiadał w kilku innych komisjach parlamentarnych.
W kolejnych wyborach utracił miejsce w parlamencie. Zmarł 25 czerwca 2012.
Posługiwał się angielskim i arabskim.